# 約拿坦·阿斯帕斯
約拿坦·阿斯帕斯（西班牙語：Jonathan Aspas；1982年2月28日—）是一位西班牙足球運動員。在場上的位置是右後衛。他現在效力於西班牙足球乙二級聯賽球隊費羅爾競技足球俱樂部。他的弟弟伊亞高·艾斯帕斯也是一位足球運動員。